# Hacıhasan, Ödemiş
Hacıhasan là một xã thuộc huyện Ödemiş, tỉnh İzmir, Thổ Nhĩ Kỳ. Dân số thời điểm năm 2010 là 248 người.